# Hymn na cześć Lwowa
Hymn na cześć Lwowa – polska pieśń opiewająca Lwów, powstała w okresie II Rzeczypospolitej do słów Henryka Zbierzchowskiego i muzyki Bolesława Wallek-Walewskiego, wykonywana w tempie poloneza.

## Słowa
Gdy ranka złoty róż
Swe blaski śle na łów
W zielonym wieńcu wzgórz
Jak wizja błyszczy Lwów.
W tem mieście mieszka lud
Co wiernym jest po zgon
To Orląt naszych gród
To jest na trwogę dzwon.
Gdy wróg ze wschodnich twierdz
U Polski stanął wrót
Dzwonieniem wszystkich serc
Obrony wskrzesił cud.
I gdy ze szczytów drzew
Listopad liście strząsł
Swych dzieci oddał krew
Ze śmiercią poszedł w pląs.
Lwie serce ma nasz Lwów
Jak przed wiekami miał
Obrońców stanął huf
I Bóg zwycięstwo dał.
Na Kresach trzymasz straż
Przez wieków prawie sześć!
Cześć Ci, o Lwowie nasz
Obrońcom Twoim cześć!